# Merjenje obiskanosti spletnih strani
Merjenje obiskanosti spletnih strani (krajše MOSS) je organizacija, ki meri analizo obiskanosti določene spletne strani na slovenskem trgu.
Največ povezav za analizo sta prispevala pristopnika TSmedia in PRO PLUS z 12 povezavami, sledita jima Adria Media Ljubljana z 11 in VSN s 7 povezavami. Pristopniki morajo za analizo plačati.